# チャールズ・ピウタウ
チャールズ・ピウタウ（Charles Piutau、1991年10月31日 - ）は、ジャパンラグビーリーグワン静岡ブルーレヴズに所属するラグビー選手。

## プロフィール
- ニュージーランドオークランド出身[1]。
- ポジションはウィング(WTB)、センター(CTB)、フルバック(FB)。
- 身長 186 cm、体重 95 kg
- 兄のシアレもラグビー選手[2]。
- U20のトンガ代表・ニュージーランド代表共に選ばれたことがある[3]。
- 7人制のニュージーランド代表・トンガ代表も共に選ばれたことがある。
- ニュージーランド代表通算キャップは17。
- トンガ代表キャップは1(2023年5月現在）。

## 略歴
オークランド、ブルーズ、ワスプス、アルスター、ブリストル・ベアーズを経て、2023年、静岡ブルーレヴズに加入。同年12月9日に行われたJAPAN RUGBY LEAGUE ONE第1節東芝ブレイブルーパス東京戦にて先発出場で日本での公式戦初出場を果たした。